# Билтонг

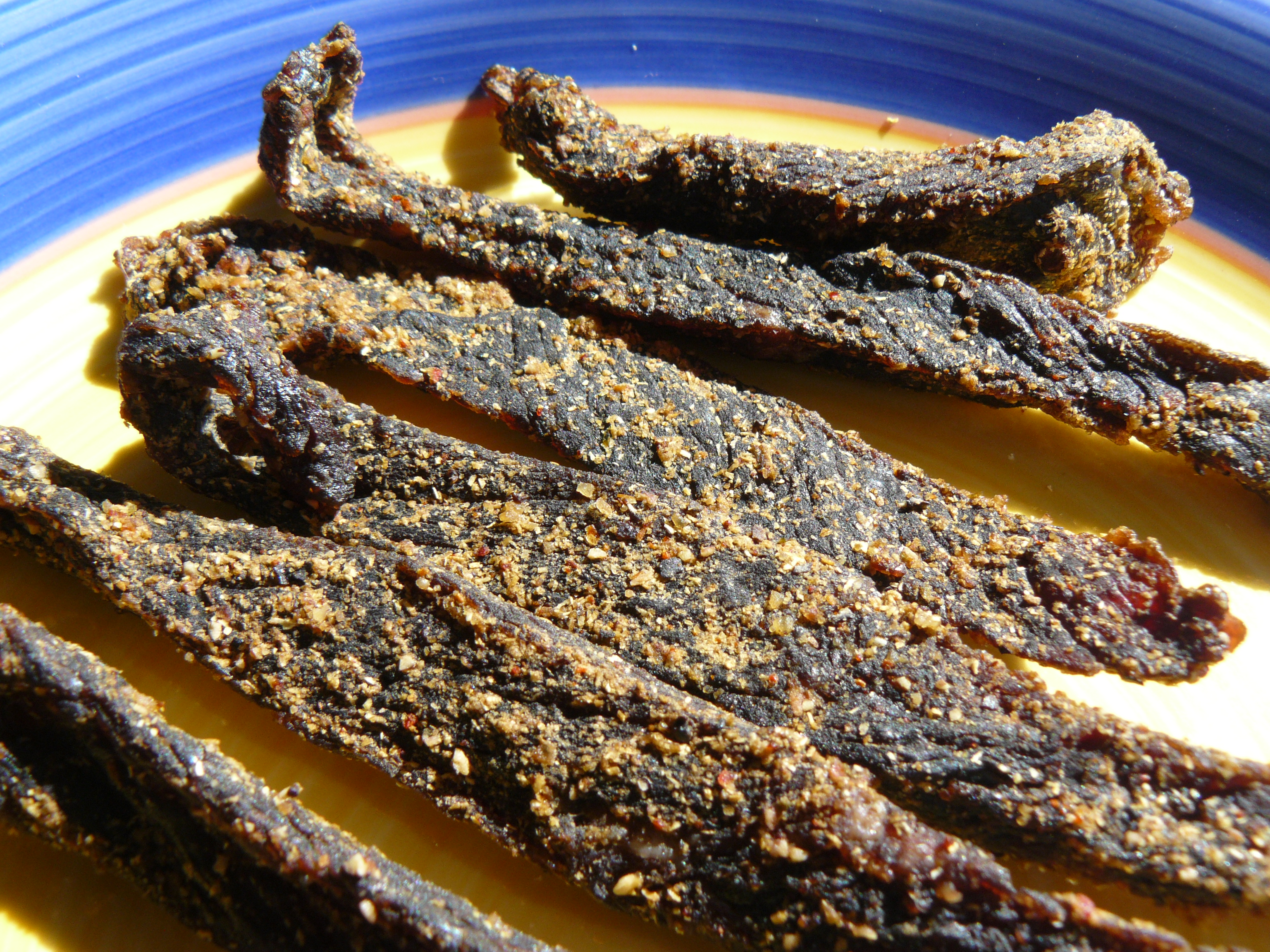
Домашний билтонг

Билтонг, также бельтонг, билтон (biltong с африк. — «язык (полоска) с огузка»), — южноафриканская разновидность вяленого мяса. Национальное блюдо африканеров (буров).
Пользуется популярностью в ЮАР и Намибии.

## История

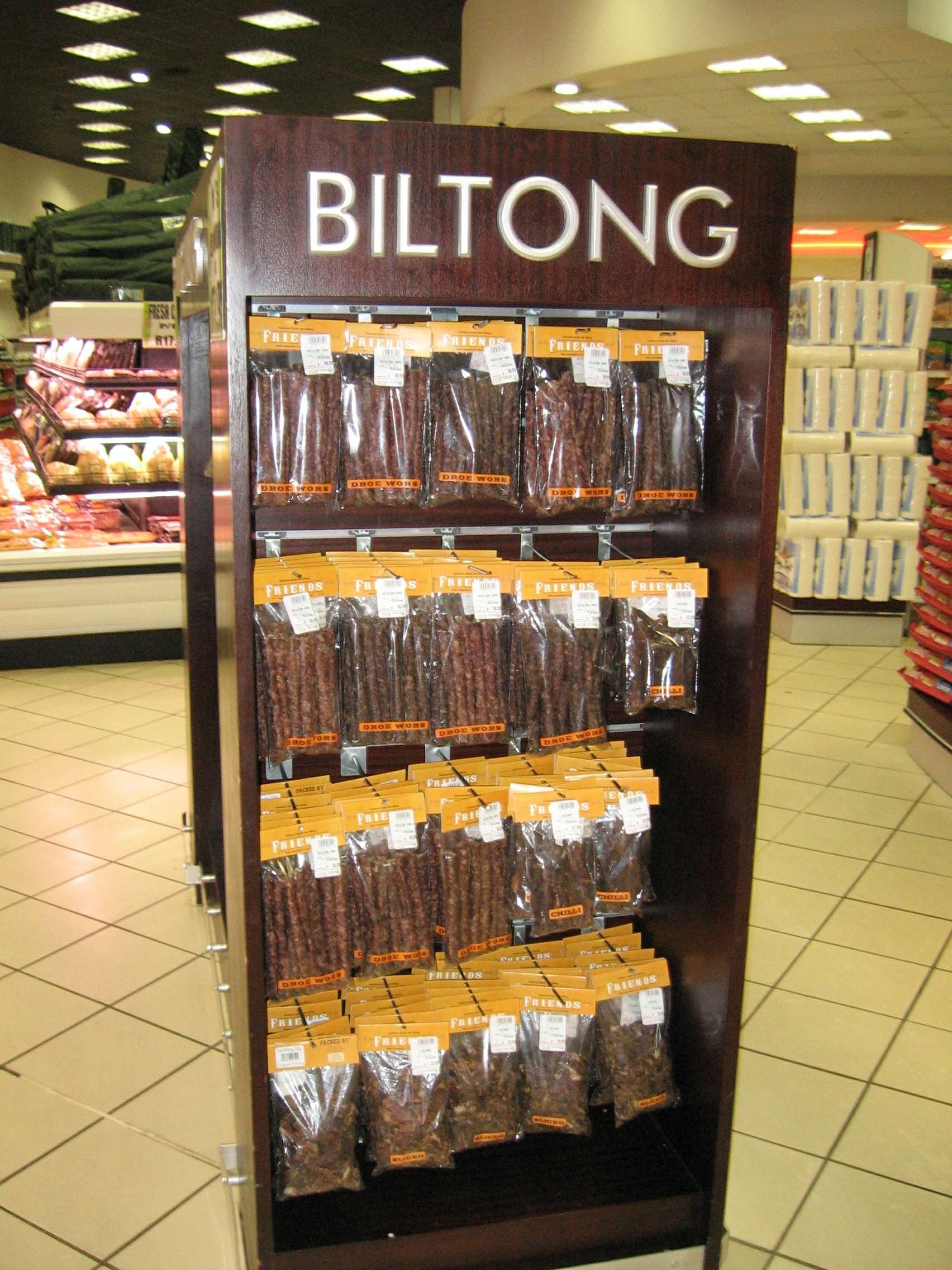
Фасованный билтонг в магазине в Йоханнесбурге

Рецепт приготовления вяленого мяса был завезён в Южную Африку голландскими колонистами в XVII веке. У поселенцев имелась постоянная жизненная необходимость сохранять запасы питания в жарком климате как можно дольше. Изготовление билтонга особенно распространилось среди белых переселенцев во времена великого трека.

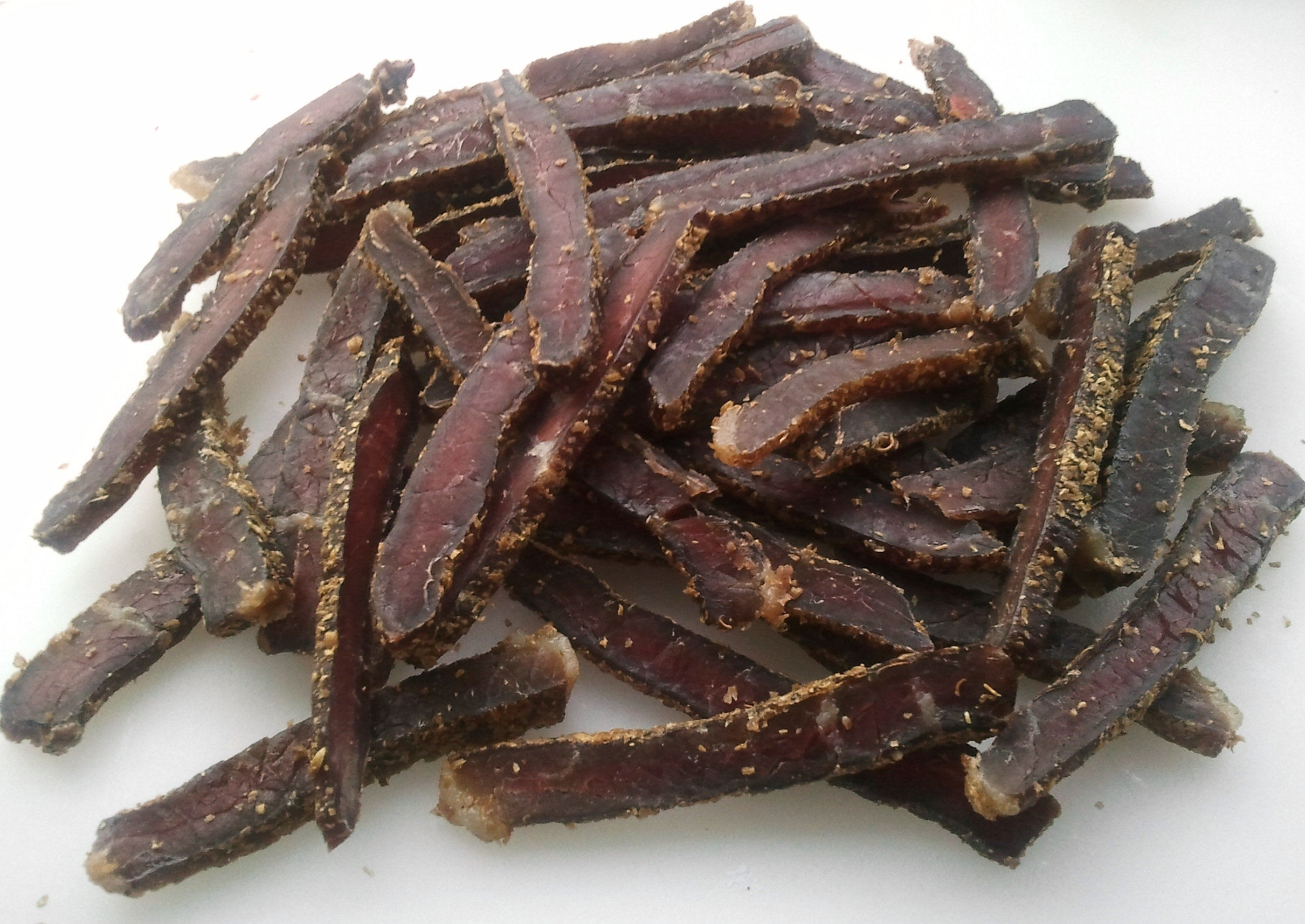
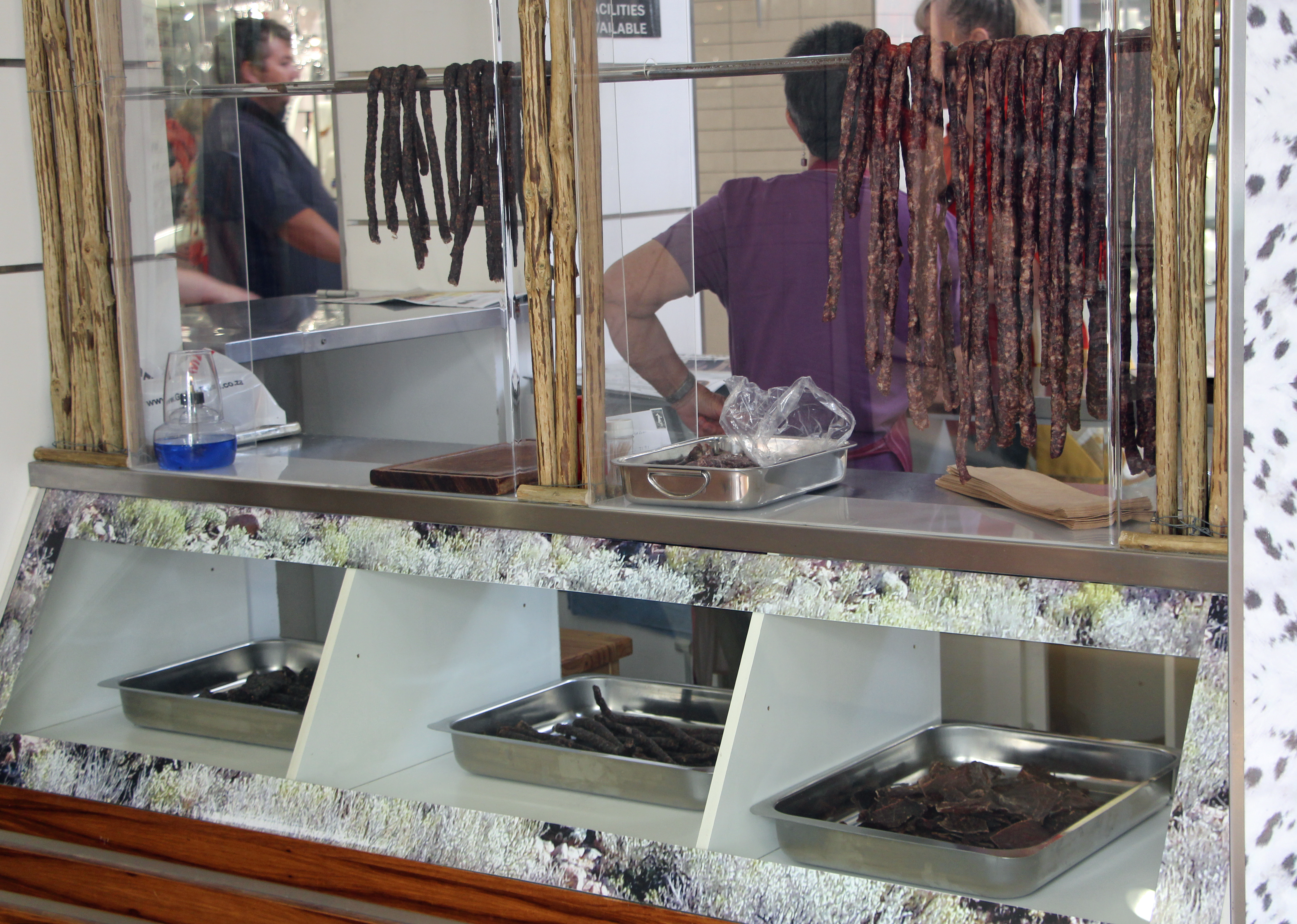
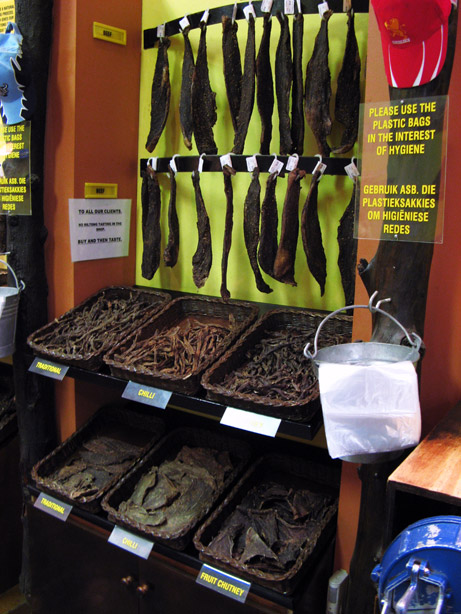

## Приготовление
Производится в основном из филе говядины, но встречается билтонг и из других сортов мяса: дичи, страусятины, мяса антилопы, буйвола, слона и других животных. Для приготовления обычно используются нежирные отрубы.
Маринуется в уксусе. Также используются такие специи, как гвоздика, кориандр, чёрный перец. Cушится в специальных помещениях или на воздухе на протяжении нескольких дней.